# Liste der Alben in den Billboard-Charts (1954)
Die Liste der Billboard-Alben (1954) ist eine vollständige Liste der Alben, die sich im Kalenderjahr 1954 platzieren konnten. Die über das Jahr ermittelten Top 10, die ab Mitte Juni zur Top 15 erweitert wurde, setzten sich aus den Verkaufszahlen von 1.400 Vertriebsläden im Gesamtgebiet der Vereinigten Staaten zusammen. Als Neuerung wurde ein zusätzliches Ranking für Extended-Play-Produktionen eingeführt. Dieses enthielt jedoch nur zu einem kleinen Prozentsatz tatsächliche EP-Platten und wurde primär von den im Hauptranking platzierten Long Play-Platten dominiert, die zu diesem Zeitpunkt neben ihrer Standardausführung auch als Box mit mehreren EP-Platten auf den Markt gelangten. Das Ranking wurde nur in den Jahren 1954 und 1955 genutzt; ab 1956 galten für Long Play-Platten vereinheitlichte Verkaufsdaten, während der normale EP-Markt in die Single-Wertungen integriert wurde. In diesem Jahr platzierten sich insgesamt 61 Alben.
Bei der Nutzung der Daten ist zu beachten, dass die Alben-Charts der Jahre 1954 im ersten Halbjahr in inkonsistenten Abständen veröffentlicht wurden, wobei sich Phasen wöchentlicher, zweiwöchiger und monatlicher Veröffentlichungen abwechselten. Erst ab dem 29. Mai 1954 etablierte sich ein fester Zwei-Wochen-Rhythmus. 

## Tabelle
| Interpret | Titel | Charteinstieg   | Wochen | BP | Genre Stil                                                               | Info |
| --- | --- | --------------- | ------ | -- | ------------------------------------------------------------------------ | --- |
| Ray Anthony & his Orchestra | I Remember Glenn Miller Capitol H-476 / Capitol EBF-476                                                                         | 13.02.1954      | 10     | 6  | Jazz Big Band, Swing                                                     | |
| Ray Anthony & his Orchestra | I Remember Glenn Miller Capitol H-476 / Capitol EBF-476                                                                         | 20.02.1954 (EP) | 9      | 6  | Jazz Big Band, Swing                                                     | |
| Richard Bales | The Confederacy 1861–1865 Columbia DL-220                                                                                       | 11.12.1954      | 2      | 13 | Classical, Brass & Military Military                                     | |
| Robert Russell Bennett with Members of the NBC Symphony Orchestra                                                                                     | Victory at Sea – Orchestral Suite from the NBC Television Production RCA Victor LM-1779                                         | 23.01.1954      | 1      | 6  | Classical, Stage & Screen Soundtrack                                     | Soundtrack zu der NBC-Dokumentationsreihe Victory at Sea (1952–1953) |
| Ann Blyth, Howard Keel & Fernando Lamas with Georgie Stoll & the MGM Studio Orchestra                                                                 | Rose Marie – Recorded directly from the Sound Track of the MGM Color Glory Musical MGM E-229 / MGM X-229                        | 17.04.1954      | 28     | 4  | Stage & Screen Soundtrack, Musical                                       | Soundtrack zu der MGM-Produktion Rose Marie (1954) von Mervyn LeRoy. |
| Ann Blyth, Howard Keel & Fernando Lamas with Georgie Stoll & the MGM Studio Orchestra                                                                 | Rose Marie – Recorded directly from the Sound Track of the MGM Color Glory Musical MGM E-229 / MGM X-229                        | 17.04.1954 (EP) | 30     | 4  | Stage & Screen Soundtrack, Musical                                       | Soundtrack zu der MGM-Produktion Rose Marie (1954) von Mervyn LeRoy. |
| Eddie Cantor with Ray Heindorf & his Orchestra | The Eddie Cantor Story – Songs by Eddie Cantor from the Original Sound Track of the Warner Bros. Production Capitol L-467       | 06.02.1954      | 1      | 7  | Pop, Stage & Screen Music Hall, Soundtrack                               | Soundtrack zu der Warner Bros.-Produktion The Eddie Cantor Story (1953) von Alfred E. Green. |
| June Christy with Pete Rugolo & his Orchestra | Something Cool Capitol H-516 / Capitol EBF-516                                                                                  | 02.10.1954      | 12     | 10 | Jazz, Pop Vocal                                                          | |
| June Christy with Pete Rugolo & his Orchestra | Something Cool Capitol H-516 / Capitol EBF-516                                                                                  | 02.10.1954 (EP) | 8      | 9  | Jazz, Pop Vocal                                                          | |
| Nat King Cole | Nat „King“ Cole Sings Capitol EAP 1-9120                                                                                        | 27.11.1954 (EP) | 5      | 13 | Jazz                                                                     | |
| Nat King Cole with Nelson Riddle & his Orchestra | Nat King Cole Sings for Two in Love Capitol H-420 / Capitol EBF-420                                                             | 23.01.1954      | 11     | 8  | Jazz, Pop Easy Listening, Vocal                                          | |
| Nat King Cole with Nelson Riddle & his Orchestra | Nat King Cole Sings for Two in Love Capitol H-420 / Capitol EBF-420                                                             | 03.04.1954 (EP) | 12     | 6  | Jazz, Pop Easy Listening, Vocal                                          | |
| Nat King Cole & the King Cole Trio | 10th Anniversary Album Capitol W-514 / Capitol EAP-514                                                                          | 10.07.1954      | 12     | 7  | Pop Ballad, Vocal                                                        | |
| Nat King Cole & the King Cole Trio | 10th Anniversary Album Capitol W-514 / Capitol EAP-514                                                                          | 10.07.1954 (EP) | 12     | 7  | Pop Ballad, Vocal                                                        | |
| Nat King Cole, Les Paul & Mary Ford | Today's Top Hits Vol. 12 Capitol W-9122                                                                                         | 25.12.1954      | 1      | 14 | Pop Ballad, Vocal                                                        | Diese Compilation ist Teil der Serie Today's Top Hits, die in der ersten Hälfte der 1950er Jahre von Capitol herausgegeben wurde. |
| Perry Como with Mitchell Ayres & the Ray Charles Choir                                                                                                | I Believe – Songs of all Faiths Sung by Perry Como RCA Victor LPM-3188 / RCA Victor EPB-3188                                    | 06.02.1954      | 12     | 6  | Pop Vocal                                                                | |
| Perry Como with Mitchell Ayres & the Ray Charles Choir                                                                                                | I Believe – Songs of all Faiths Sung by Perry Como RCA Victor LPM-3188 / RCA Victor EPB-3188                                    | 06.02.1954 (EP) | 19     | 6  | Pop Vocal                                                                | |
| The Crew-Cuts | The Crew Cuts on the Campus Mercury MG-25 200                                                                                   | 27.11.1954      | 2      | 14 | Jazz, Rock, Pop Vocal                                                    | |
| Bing Crosby | Merry Christmas Decca DL-5019 / Decca ED-547                                                                                    | 25.12.1954      | 1      | 12 | Jazz, Pop Vocal                                                          | |
| Bing Crosby | Merry Christmas Decca DL-5019 / Decca ED-547                                                                                    | 26.12.1953 (EP) | 5      | 6  | Jazz, Pop Vocal                                                          | |
| Bing Crosby feat. Buddy Cole & his Trio | Bing: A Musical Autobiography Decca DX-151 / Decca ED-1700                                                                      | 02.10.1954      | 12     | 9  | Pop Vocal                                                                | 5-teilige Vinyl-Compilation |
| Bing Crosby feat. Buddy Cole & his Trio | Bing: A Musical Autobiography Decca DX-151 / Decca ED-1700                                                                      | 02.10.1954 (EP) | 4      | 14 | Pop Vocal                                                                | 5-teilige Vinyl-Compilation |
| Bing Crosby, Danny Kaye & Peggy Lee with Joseph J. Lilley & his Orchestra & Chorus                                                                    | Selections from Irving Berlin's White Christmas Decca DL-8083 / Decca ED-819                                                    | 27.11.1954      | 5      | 4  | Folk, World & Country                                                    | |
| Bing Crosby, Danny Kaye & Peggy Lee with Joseph J. Lilley & his Orchestra & Chorus                                                                    | Selections from Irving Berlin's White Christmas Decca DL-8083 / Decca ED-819                                                    | 27.11.1954 (EP) | 5      | 2  | Folk, World & Country                                                    | |
| The Dave Brubeck Quartet | Jazz Goes to College Columbia CL-566 / Columbia B-435                                                                           | 30.10.1954      | 8      | 8  | Jazz Bop, Cool Jazz                                                      | |
| The Dave Brubeck Quartet | Jazz Goes to College Columbia CL-566 / Columbia B-435                                                                           | 11.12.1954 (EP) | 2      | 10 | Jazz Bop, Cool Jazz                                                      | |
| Doris Day & Howard Keel with Ray Heindorf & his Orchestra                                                                                             | Calamity Jane Columbia CL-6273 / Columbia B-347                                                                                 | 26.12.1953      | 26     | 3  | Stage & Screen Soundtrack                                                | Soundtrack zu der Warner-Brothers-Verfilmung Schwere Colts in zarter Hand (1953) von David Butler. Der Song Secret Love von Sammy Fain und Paul Francis Webster wurde 1954 mit dem Oscar für den besten Filmsong ausgezeichnet; Ray Heindorf erhielt für die beste Filmmusik (Musical) eine Nominierung.     |
| Doris Day & Howard Keel with Ray Heindorf & his Orchestra                                                                                             | Calamity Jane Columbia CL-6273 / Columbia B-347                                                                                 | 26.12.1953 (EP) | 28     | 2  | Stage & Screen Soundtrack                                                | Soundtrack zu der Warner-Brothers-Verfilmung Schwere Colts in zarter Hand (1953) von David Butler. Der Song Secret Love von Sammy Fain und Paul Francis Webster wurde 1954 mit dem Oscar für den besten Filmsong ausgezeichnet; Ray Heindorf erhielt für die beste Filmmusik (Musical) eine Nominierung.     |
| Alfred Drake, Doretta Morrow & the Original Broadway Cast with Arthur Kay & his Orchestra                                                             | Kismet Columbia ML-4850 / Columbia A-1100                                                                                       | 30.01.1954      | 25     | 4  | Stage & Screen Musical                                                   | Originalaufnahme des Broadway-Musicals Kismet (1953) von Charles Lederer und Luther Davis, das auf der gleichnamigen Theatervorlage von Edward Knoblock aus dem Jahr 1911 basiert. Das Stück erhielt 1954 den Tony Award für das beste Musical.                                                              |
| Alfred Drake, Doretta Morrow & the Original Broadway Cast with Arthur Kay & his Orchestra                                                             | Kismet Columbia ML-4850 / Columbia A-1100                                                                                       | 13.02.1954 (EP) | 6      | 8  | Stage & Screen Musical                                                   | Originalaufnahme des Broadway-Musicals Kismet (1953) von Charles Lederer und Luther Davis, das auf der gleichnamigen Theatervorlage von Edward Knoblock aus dem Jahr 1911 basiert. Das Stück erhielt 1954 den Tony Award für das beste Musical.                                                              |
| Percy Faith & his Orchestra | Kismet – Music from the Broadway Production Columbia CL-6275                                                                    | 24.07.1954      | 4      | 14 | Stage & Screen Musical                                                   | Instrumentalaufnahmen aus dem Broadway-Musical Kismet (1953). |
| Percy Faith & his Orchestra | Music of Christmas Columbia CL-588 / Columbia B-1903                                                                            | 25.12.1954      | 1      | 10 | Classical Religious                                                      | |
| Percy Faith & his Orchestra | Music of Christmas Columbia CL-588 / Columbia B-1903                                                                            | 25.12.1954 (EP) | 1      | 13 | Classical Religious                                                      | |
| Eddie Fisher with Hugo Winterhalter & his Orchestra                                                                                                   | Broadway Classics RCA Victor EPA-561                                                                                            | 21.08.1954 (EP) | 2      | 10 | Stage & Screen Musical                                                   | |
| Eddie Fisher with Hugo Winterhalter & his Orchestra                                                                                                   | May I Sing to You RCA Victor LPM-3185 / RCA Victor EPB-3185                                                                     | 30.01.1954      | 14     | 4  | Pop Vocal                                                                | |
| Eddie Fisher with Hugo Winterhalter & his Orchestra                                                                                                   | May I Sing to You RCA Victor LPM-3185 / RCA Victor EPB-3185                                                                     | 30.01.1954 (EP) | 20     | 2  | Pop Vocal                                                                | |
| The Four Freshmen | Voices in Modern Capitol H-522 / Capitol EBF-522                                                                                | 04.09.1954      | 17     | 8  | Jazz, Pop Vocal                                                          | |
| The Four Freshmen | Voices in Modern Capitol H-522 / Capitol EBF-522                                                                                | 18.09.1954 (EP) | 15     | 7  | Jazz, Pop Vocal                                                          | |
| Judy Garland | A Star is Born – from the Sound Track Columbia BL-1201 / Columbia BA-1201                                                       | 30.10.1954      | 9      | 5  | Jazz, Stage & Screen Soundtrack, Score, Vocal                            | Soundtrack zu der Warner-Bros.-Produktion Ein neuer Stern am Himmel (1954) von George Cukor. Der Film wurde in den Sparten Beste Filmmusik (Ray Heindorf), Bester Filmsong (The Man that Got Away) von Harold Arlen und Ira Gershwin sowie Judy Garland als beste Hauptdarstellerin für den Oscar nominiert. |
| Judy Garland | A Star is Born – from the Sound Track Columbia BL-1201 / Columbia BA-1201                                                       | 30.10.1954 (EP) | 9      | 4  | Jazz, Stage & Screen Soundtrack, Score, Vocal                            | Soundtrack zu der Warner-Bros.-Produktion Ein neuer Stern am Himmel (1954) von George Cukor. Der Film wurde in den Sparten Beste Filmmusik (Ray Heindorf), Bester Filmsong (The Man that Got Away) von Harold Arlen und Ira Gershwin sowie Judy Garland als beste Hauptdarstellerin für den Oscar nominiert. |
| Joseph Gershenson & the Universal-International Studio Orchestra                                                                                      | The Glenn Miller Story – Music from the Sound Track of the Universal-International Motion Picture Decca DL-5519 / Decca ED-2124 | 20.02.1954      | 36     | 1  | Jazz, Stage & Screen Big Band, Swing, Soundtrack                         | Soundtrack zu der Universal-International-Produktion Die Glenn Miller Story (1954) von Anthony Mann. Der Film erhielt 1955 für die beste Filmmusik (Musical) von Joseph Gershenson und Henry Mancini eine Oscarnominierung.                                                                                  |
| Joseph Gershenson & the Universal-International Studio Orchestra                                                                                      | The Glenn Miller Story – Music from the Sound Track of the Universal-International Motion Picture Decca DL-5519 / Decca ED-2124 | 20.02.1954 (EP) | 42     | 1  | Jazz, Stage & Screen Big Band, Swing, Soundtrack                         | Soundtrack zu der Universal-International-Produktion Die Glenn Miller Story (1954) von Anthony Mann. Der Film erhielt 1955 für die beste Filmmusik (Musical) von Joseph Gershenson und Henry Mancini eine Oscarnominierung.                                                                                  |
| Jackie Gleason & his Orchestra | Tawny Capitol H-471 / Capitol EBF-471                                                                                           | 20.02.1954      | 26     | 1  | Stage & Screen Musical, Easy Listening                                   | |
| Jackie Gleason & his Orchestra | Tawny Capitol H-471 / Capitol EBF-471                                                                                           | 20.02.1954 (EP) | 30     | 2  | Stage & Screen Musical, Easy Listening                                   | |
| Jackie Gleason & his Orchestra with Bobby Hackett at the Trumpet                                                                                      | Music for Lovers Only Capitol H-352 / Capitol EBF-352                                                                           | 26.12.1953      | 53     | 1  | Jazz Easy Listening                                                      | |
| Jackie Gleason & his Orchestra with Bobby Hackett at the Trumpet                                                                                      | Music for Lovers Only Capitol H-352 / Capitol EBF-352                                                                           | 26.12.1953 (EP) | 53     | 1  | Jazz Easy Listening                                                      | |
| Jackie Gleason & his Orchestra with Bobby Hackett at the Trumpet                                                                                      | Music, Martinis and Memories Capitol W-509 / Capitol EAP-509                                                                    | 04.09.1954      | 17     | 1  | Jazz, Pop Easy Listening, Space Age                                      | |
| Jackie Gleason & his Orchestra with Bobby Hackett at the Trumpet                                                                                      | Music, Martinis and Memories Capitol W-509 / Capitol EAP-509                                                                    | 04.09.1954 (EP) | 17     | 2  | Jazz, Pop Easy Listening, Space Age                                      | |
| Jackie Gleason & his Orchestra with Bobby Hackett at the Trumpet & Toots Mondello at the Sax                                                          | Music to Make You Misty Capitol H-455 / Capitol EBF-455                                                                         | 26.12.1953      | 37     | 2  | Pop Easy Listening                                                       | |
| Jackie Gleason & his Orchestra with Bobby Hackett at the Trumpet & Toots Mondello at the Sax                                                          | Music to Make You Misty Capitol H-455 / Capitol EBF-455                                                                         | 26.12.1953 (EP) | 35     | 2  | Pop Easy Listening                                                       | |
| Arthur Godfrey & all the Little Godfreys | Christmas with Arthur Godfrey and all the Little Godfreys Columbia CL-540 / Columbia B-348                                      | 26.12.1953      | 4      | 1  | Pop                                                                      | |
| Arthur Godfrey & all the Little Godfreys | Christmas with Arthur Godfrey and all the Little Godfreys Columbia CL-540 / Columbia B-348                                      | 26.12.1953 (EP) | 4      | 2  | Pop                                                                      | |
| Kathryn Grayson, Howard Keel, Ann Miller, Keenan Wynn, Bobby Van, James Whitmore, Tommy Rall & Bob Fosse with André Previn & the MGM Studio Orchestra | Kiss Me Kate - Recorded Directly from the Sound Track of the MGM Color Musical MGM X-223                                        | 23.01.1954 (EP) | 3      | 7  | Jazz, Stage & Screen Soundtrack, Musical, Swing                          | Soundtrack zu der MGM-Produktion Küß mich, Kätchen! (1954) von George Sidney nach dem Kiss Me, Kate (1948) von Cole Porter. Die Filmmusik (Musical) unter der Verantwortung von André Previn und Saul Chaplin erhielt 1954 eine Oscarnominierung.                                                            |
| Joni James | Let There Be Love MGM E-222 / MGM X-222                                                                                         | 26.12.1953      | 7      | 6  | Pop                                                                      | |
| Joni James | Let There Be Love MGM E-222 / MGM X-222                                                                                         | 23.01.1954 (EP) | 6      | 5  | Pop                                                                      | |
| Gordon Jenkins & his Orchestra | Seven Dreams – A Musical Fantasy Decca DL-9011 / Decca ED-900                                                                   | 23.01.1954      | 1      | 8  | Pop, Stage & Screen Musical, Space-Age                                   | |
| Gordon Jenkins & his Orchestra | Seven Dreams – A Musical Fantasy Decca DL-9011 / Decca ED-900                                                                   | 23.01.1954 (EP) | 1      | 10 | Pop, Stage & Screen Musical, Space-Age                                   | |
| George Jessel | Show Biz – Variety from Vaude to Video RCA Victor LOC-1011                                                                      | 30.01.1954      | 1      | 8  | Stage & Screen                                                           | |
| George Jessel | Show Biz – Variety from Vaude to Video RCA Victor LOC-1011                                                                      | 13.02.1954 (EP) | 1      | 10 | Stage & Screen                                                           | |
| Gene Kelly & Van Johnson with Johnny Green & the MGM Studio Orchestra & Chorus                                                                        | Brigadoon – Recorded Directly from the Sound Track of the MGM CinemaScope Film MGM E-3135                                       | 13.11.1954      | 2      | 15 | Stage & Screen Soundtrack, Musical                                       | Soundtrack zu der MGM-Produktion Brigadoon (1954) von Vincente Minnelli nach dem gleichnamigen Musical (1947) von Alan Jay Lerner und Frederick Loewe. |
| Gene Kelly & Van Johnson with Johnny Green & the MGM Studio Orchestra & Chorus                                                                        | Brigadoon – Recorded Directly from the Sound Track of the MGM CinemaScope Film MGM E-3135                                       | 13.11.1954 (EP) | 6      | 8  | Stage & Screen Soundtrack, Musical                                       | Soundtrack zu der MGM-Produktion Brigadoon (1954) von Vincente Minnelli nach dem gleichnamigen Musical (1947) von Alan Jay Lerner und Frederick Loewe. |
| Eartha Kitt with Henri René & his Orchestra | RCA Victor Presents Eartha Kitt RCA Victor LPM-3062 / RCA Victor EPB-3062                                                       | 26.12.1953      | 6      | 4  | Jazz, Pop Easy Listening, Big Band, Vocal                                | |
| Eartha Kitt with Henri René & his Orchestra | RCA Victor Presents Eartha Kitt RCA Victor LPM-3062 / RCA Victor EPB-3062                                                       | 26.12.1953 (EP) | 7      | 4  | Jazz, Pop Easy Listening, Big Band, Vocal                                | |
| Eartha Kitt with Henri René & his Orchestra | That Bad Eartha RCA Victor LPM-3187 / RCA Victor EPB-3187                                                                       | 13.02.1954      | 11     | 5  | Jazz, Funk/Soul, Pop Easy Listening, Big Band, Rhythm & Blues, Soul-Jazz | |
| Eartha Kitt with Henri René & his Orchestra | That Bad Eartha RCA Victor LPM-3187 / RCA Victor EPB-3187                                                                       | 13.02.1954 (EP) | 15     | 6  | Jazz, Funk/Soul, Pop Easy Listening, Big Band, Rhythm & Blues, Soul-Jazz | |
| Mario Lanza with Constantine Callinicos & his Orchestra                                                                                               | Mario Lanza Sings the Hit Songs from „The Student Prince“ and Other Great Musical Comedies RCA Victor LM-1837                   | 10.07.1954      | 25     | 1  | Classical, Stage & Screen Opera                                          | |
| Mario Lanza with Constantine Callinicos & his Orchestra                                                                                               | Mario Lanza Sings the Hit Songs from „The Student Prince“ and Other Great Musical Comedies RCA Victor LM-1837                   | 10.07.1954 (EP) | 25     | 1  | Classical, Stage & Screen Opera                                          | |
| Michel Legrand & his Orchestra | I Love Paris Columbia CL-555 | 13.11.1954      | 2      | 14 | Pop, Folk, World & Country Easy Listening, Instrumental                  | |
| Liberace | An Evening with Liberace Columbia CL-6239 / Columbia B-329                                                                      | 06.02.1954      | 1      | 10 | Pop, Classical                                                           | |
| Liberace | An Evening with Liberace Columbia CL-6239 / Columbia B-329                                                                      | 06.02.1954 (EP) | 2      | 7  | Pop, Classical                                                           | |
| Liberace | Liberace at the Piano Columbia CL-6217 / Columbia B-308                                                                         | 26.12.1953      | 14     | 5  | Classical, Stage & Screen Musical                                        | |
| Liberace | Liberace at the Piano Columbia CL-6217 / Columbia B-308                                                                         | 26.12.1953 (EP) | 10     | 5  | Classical, Stage & Screen Musical                                        | |
| Liberace | Liberace by Candlelight Columbia CL-6251 / Columbia B-336                                                                       | 26.12.1953      | 20     | 5  | Pop, Classical Instrumental, Easy Listening                              | |
| Liberace | Liberace by Candlelight Columbia CL-6251 / Columbia B-336                                                                       | 26.12.1953 (EP) | 14     | 3  | Pop, Classical Instrumental, Easy Listening                              | |
| Liberace | Liberace Plays Chopin Vol. 1 Columbia B-448                                                                                     | 13.11.1954 (EP) | 2      | 15 | Classical Romantic                                                       | |
| Liberace | Sincerely, Liberace Columbia BL-1001 / Columbia BB-1001                                                                         | 24.07.1954      | 6      | 11 | Pop, Classical Ballad, Romantic                                          | |
| Liberace | Sincerely, Liberace Columbia BL-1001 / Columbia BB-1001                                                                         | 24.07.1954 (EP) | 4      | 10 | Pop, Classical Ballad, Romantic                                          | |
| Liberace with Paul Weston & his Orchestra | Concertos for You Columbia CL-6269                                                                                              | 26.12.1953      | 9      | 7  | Classical                                                                | |
| Mantovani & his Orchestra | Christmas Carols London LL-913 / London BEP-6136                                                                                | 25.12.1954      | 1      | 11 | Classical                                                                | |
| Mantovani & his Orchestra | Christmas Carols London LL-913 / London BEP-6136                                                                                | 25.12.1954 (EP) | 1      | 10 | Classical                                                                | |
| The Melachrino Orchestra | Music for Daydreaming RCA Victor LPM-1028                                                                                       | 30.10.1954      | 3      | 13 | Jazz, Classical Easy Listening                                           | |
| The Melachrino Orchestra | Music for Two People Alone RCA Victor LPM-1027                                                                                  | 16.10.1954      | 2      | 15 | Pop, Classical Romantic, Contemporary                                    | |
| The Melachrino Strings | Music for Dining – Moods in Music RCA Victor LPM-1000 / RCA Victor EPB-1000                                                     | 26.12.1953      | 11     | 8  | Pop, Classical Romantic                                                  | |
| The Melachrino Strings | Music for Dining – Moods in Music RCA Victor LPM-1000 / RCA Victor EPB-1000                                                     | 26.12.1953 (EP) | 4      | 9  | Pop, Classical Romantic                                                  | |
| Glenn Miller & his Orchestra | Glenn Miller Plays Selections from the Film „The Glenn Miller Story“ RCA Victor LPT-3057 / RCA Victor EPBT-3057                 | 20.02.1954      | 45     | 1  | Jazz Big Band, Swing                                                     | |
| Glenn Miller & his Orchestra | Glenn Miller Plays Selections from the Film „The Glenn Miller Story“ RCA Victor LPT-3057 / RCA Victor EPBT-3057                 | 06.02.1954 (EP) | 47     | 1  | Jazz Big Band, Swing                                                     | |
| Glenn Miller & his Orchestra | Limited Edition RCA Victor LPT-6700 / RCA Victor EPBT-6700                                                                      | 26.02.1954      | 5      | 4  | Jazz Big Band                                                            | |
| Glenn Miller & his Orchestra | Limited Edition RCA Victor LPT-6700 / RCA Victor EPBT-6700                                                                      | 26.12.1953 (EP) | 4      | 3  | Jazz Big Band                                                            | |
| Glenn Miller & his Orchestra | Limited Edition Volume Two RCA Victor LPT-6701 / RCA Victor EPOT-6701                                                           | 30.10.1954      | 9      | 4  | Jazz Swing, Big Band                                                     | |
| Glenn Miller & his Orchestra | Limited Edition Volume Two RCA Victor LPT-6701 / RCA Victor EPOT-6701                                                           | 30.10.1954 (EP) | 9      | 6  | Jazz Swing, Big Band                                                     | |
| Les Paul & Mary Ford | I'm a Fool to Care Capitol EAP 1-554                                                                                            | 11.12.1954 (EP) | 2      | 15 | Jazz, Rock, Pop Easy Listening, Pop Rock                                 | |
| Les Paul & Mary Ford | Les Paul and Mary Ford Capitol EAP 1-9121                                                                                       | 25.12.1954 (EP) | 1      | 9  | Folk, World & Country                                                    | Enthält die Songs Mr. Sandman, That's What I Like, I Need You Now und The Things I Didn't Do. |
| Jane Powell & Howard Keel with Adolph Deutsch & the MGM Studio Orchestra                                                                              | Selections from the Sound Track of the MGM CinemaScope Film „Seven Brides For Seven Brothers“ MGM E-244 / MGM X-244             | 04.09.1954      | 17     | 3  | Stage & Screen Soundtrack, Musical                                       | Soundtrack zu der MGM-Produktion Eine Braut für sieben Brüder (1954) von Stanley Donen. Die Filmmusik von Adolph Deutsch und Saul Chaplin wurde 1955 mit dem Oscar ausgezeichnet. |
| Jane Powell & Howard Keel with Adolph Deutsch & the MGM Studio Orchestra                                                                              | Selections from the Sound Track of the MGM CinemaScope Film „Seven Brides For Seven Brothers“ MGM E-244 / MGM X-244             | 04.09.1954 (EP) | 17     | 2  | Stage & Screen Soundtrack, Musical                                       | Soundtrack zu der MGM-Produktion Eine Braut für sieben Brüder (1954) von Stanley Donen. Die Filmmusik von Adolph Deutsch und Saul Chaplin wurde 1955 mit dem Oscar ausgezeichnet. |
| John Raitt, Janis Paige, Eddie Foy jun. & the Original Broadway Cast                                                                                  | The Pajama Game Columbia ML-4840 / Columbia A-1098                                                                              | 10.07.1954      | 24     | 4  | Folk, World & Country, Stage & Screen Musical                            | Originalaufnahme des Broadway-Musicals The Pajama Game (1953) von Richard Adler und Jerry Ross. |
| John Raitt, Janis Paige, Eddie Foy jun. & the Original Broadway Cast                                                                                  | The Pajama Game Columbia ML-4840 / Columbia A-1098                                                                              | 24.07.1954 (EP) | 18     | 5  | Folk, World & Country, Stage & Screen Musical                            | Originalaufnahme des Broadway-Musicals The Pajama Game (1953) von Richard Adler und Jerry Ross. |
| Kermit Schafer | Pardon My Blooper! Vol. 1 – An Album of Radio and TV's Most Hilarious Boners Jubilee LP-2 / Jubilee EP-5011                     | 07.08.1954      | 12     | 9  | Non-Music Comedy                                                         | |
| Kermit Schafer | Pardon My Blooper! Vol. 1 – An Album of Radio and TV's Most Hilarious Boners Jubilee LP-2 / Jubilee EP-5011                     | 10.07.1954 (EP) | 20     | 7  | Non-Music Comedy                                                         | |
| Kermit Schafer | Pardon My Blooper! Vol. 2 – An Album of Radio and TV's Most Hilarious Boners Jubilee LP-3 / Jubilee EP-5012                     | 16.10.1954      | 2      | 12 | Non-Music Comedy                                                         | |
| Kermit Schafer | Pardon My Blooper! Vol. 2 – An Album of Radio and TV's Most Hilarious Boners Jubilee LP-3 / Jubilee EP-5012                     | 16.10.1954 (EP) | 6      | 12 | Non-Music Comedy                                                         | |
| Frank Sinatra with Nelson Riddle & his Orchestra | Songs for Young Lovers Capitol H-488 / Capitol EBF-488                                                                          | 27.02.1954      | 31     | 3  | Jazz, Pop Big Band, Ballad, Swing                                        | |
| Frank Sinatra with Nelson Riddle & his Orchestra | Songs for Young Lovers Capitol H-488 / Capitol EBF-488                                                                          | 27.02.1954 (EP) | 35     | 4  | Jazz, Pop Big Band, Ballad, Swing                                        | |
| Frank Sinatra with Nelson Riddle & his Orchestra | Swing Easy! Capitol H-528 / Capitol EBF-528                                                                                     | 04.09.1954      | 17     | 3  | Jazz, Pop Big Band, Swing, Vocal                                         | |
| Frank Sinatra with Nelson Riddle & his Orchestra | Swing Easy! Capitol H-528 / Capitol EBF-528                                                                                     | 04.09.1954 (EP) | 17     | 5  | Jazz, Pop Big Band, Swing, Vocal                                         | |
| Max Steiner & his Orchestra | The Complete Film Music from „Gone with the Wind“ RCA Victor LPM-3227 / RCA Victor EPB-3227                                     | 02.10.1954      | 4      | 10 | Stage & Screen Soundtrack                                                | Master-Aufnahme des Original-Soundtracks zu Vom Winde verweht. |
| Max Steiner & his Orchestra | The Complete Film Music from „Gone with the Wind“ RCA Victor LPM-3227 / RCA Victor EPB-3227                                     | 02.10.1954 (EP) | 2      | 13 | Stage & Screen Soundtrack                                                | Master-Aufnahme des Original-Soundtracks zu Vom Winde verweht. |